# 愛場れいら
愛場 れいら（あいば れいら、1993年8月24日 - ）は、日本のモデル・グラビアアイドル・タレント・女優である。山梨県出身。
愛称は“れいら”、キャッチフレーズは「歩くエロスプリンクラー」。

## 人物
- 特技は誘惑[3]。

## 来歴
- 同年のSUPER GT「GAINER sucre」の一員としてレースクイーン活動を行う[4]。
- 2019年　スカウトをされグラビアアイドルとなる。
- 2018年　シュートボクシング　ラウンドガールに選ばれる。

## 主な活動

### 活動
2015年　SuperGT300 GAINER Sucreレースクイーン
2015年　スーパー耐久 TracySports
2015年　東京ゲームショウ　サムスン
2018年　シュートボクシング　ラウンドガールに選ばれる
2020年　東京オートサロン　AIWA
2020年　テレビ朝日　お願いランキング
2020年　テレビ東京　USHIROSUGATA
2020年　テレビ東京　スペシャルドラマ　あまんじゃく
2020年　J:com 　笑福亭鶴光のオールナイトニッポン
2020年　週刊プレイボーイ　愛人にしたいグラドル
2022年　千葉テレビ　ネクストチャレンジ　MC
2022年　千葉テレビ　ねくすぷっ！　MC
2022年　映画ターニングポイント　出演

## 作品

### DVD
- スプリンクラー（2019年10月25日、竹書房）
- 愛と罠（2020年11月20日、ラインコミュニケーションズ）[5]
- 僕の愛しいれいら先生（2021年10月22日、イーネット・フロンティア）
- VR 2作品発売・DVD3作品発売

### 雑誌
- 週刊プレイボーイ　愛人にしたいグラドル番付
- 週刊新潮　東京オートサロン特集
- 週刊実話
- ナックルズSP　表紙
- ExMax
- アサヒ芸能
- ギャルパラ
- 金のExNext
- 実話ナックルズ
- キスカ

## 出演

### 映画
- TURNING POINT（2022年4月9日 - 10日、エンタメイティブ株式会社）[6] - 村山瑞穂 役